# معركة وينشيلسي
معركة وينتشيلسي أو معركة ليه إسبانيول سور مير ("الإسبان على البحر") معركة بحرية وقعت في 29 أغسطس 1350 كجزء من حرب المائة عام بين إنجلترا وفرنسا. كانت انتصارًا للأسطول الإنجليزي المكون من 50 سفينة، بقيادة الملك إدوارد الثالث، على أسطول قشتالي مكون من 47 سفينة أكبر، بقيادة شارل دي لا سيردا. تم الاستيلاء على ما بين 14 و26 سفينة قشتالية، وأغرقت العديد منها. ومن المعروف أن سفينتين إنجليزيتين فقط غرقتا، لكن كانت هناك خسارة كبيرة في الأرواح.
كانت تجارة إنجلترا وتمويلها للحرب وقدرتها على حشد القوة ضد فرنسا تعتمد بشكل كبير على النقل البحري، وخاصة إلى أراضيها في غشكونية. ومع انخفاض قدرتهم على جمع ودعم الأسطول بشكل كبير بسبب الأنشطة الإنجليزية، استأجر الفرنسيون سفنًا قشتالية لحصار الموانئ الإنجليزية. وبسبب الفعالية العالية للحصار اضطر إدوارد الثالث ملك إنكلترا لقيادة أسطول الذي اعترضهم وألحق بهم خسائر فادحة. وعلى الرغم من هذا النجاح، لم تشهد التجارة والموانئ الإنجليزية سوى القليل من الراحة من المضايقات البحرية من قبل الفرنسيين وحلفائهم.